# Noah Chivuta
Noah Chivuta (Ndola, 25 de dezembro, 1983) é um futebolista da Zâmbia.

## Carreira
Chivuta integrou a Seleção Zambiana de Futebol que disputou o Campeonato Africano das Nações de 2013.

## Títulos
Zambia
- Campeonato Africano das Nações: 2012

### Kabwe Warriors
- Copa Zâmbia Challenge : 2003